# Колгоспна вулиця (Київ)
Колго́спна ву́лиця — зникла вулиця, що існувала в Дарницькому районі міста Києва, місцевість Позняки. Пролягала від Краснолуцької вулиці до кінця забудови. 
Прилучався Колгоспний провулок.

## Історія
Вулиця виникла у першій половині XX століття (не пізніше кінця 1930-х років), ймовірно, під такою ж назвою. На карті міста 1943 року позначена як Сінокосна вулиця, що включала до себе і Колгоспний провулок. 
Ліквідована наприкінці 1980-х — на початку 1990-х років у зв'язку з частковим знесенням забудови села Позняки та початком будівництва житломасиву Позняки. Нині на місці колишньої вулиці — забудова кварталу вздовж початкового відрізку вулиці Драгоманова (парний бік).